# Salvador Sobral
Pour les articles homonymes, voir Sobral.
Salvador Vilar Braamcamp Sobral, né le 28 décembre 1989 à Lisbonne (Portugal), est un auteur-compositeur-interprète portugais. 
En 2017, il représente le Portugal lors du 62e Concours Eurovision de la chanson avec la chanson Amar pelos dois qui lui permet de remporter le concours avec un score de 758 points, record historique en nombre de points dans toute l'histoire du Concours.

## Biographie

### Formation et débuts
Salvador Sobral naît le 28 décembre 1989 à Lisbonne. C'est le frère de Luísa Sobral, autrice-compositrice-interprète. Salvador Sobral se démarque par son style décontracté, sa bonne humeur, sa gaieté et son sens de l'humour. Il est très influencé par la musique soul, le blues, le jazz, la bossa nova et la musique latino-américaine. Il compte parmi ses références Chet Baker.   
En 2009, Salvador Sobral participe à l'émission Ídolos (la version portugaise de Nouvelle Star) où il termine septième. En 2003, sa sœur avait fini troisième de ce même télécrochet. Mais en raison de l'exposition médiatique qu'il ne supporte pas, il s'arrête temporairement de chanter.   
En 2011, il quitte le Portugal pour les îles Baléares, dans le cadre du programme Erasmus, afin d'y faire une licence en psychologie. C'est durant son séjour sur ces îles espagnoles qu'il se met à consommer de la drogue. Peu à peu, il réussit à stopper sa consommation et commence ainsi à se produire dans les bars et hôtels de Majorque. Il s'installe par la suite à Barcelone pendant quatre ans, où il étudiera dans la prestigieuse école Taller de Musics.  Pendant ce temps, Sobral a voyagé à travers plusieurs villes en Espagne et parmi eux, Tenerife, où il a joué lors d'une soirée privée d'un couple riche.
Il publie son premier album intitulé Excuse Me en mars 2016, qu'il a lui-même écrit et composé avec le compositeur vénézuélien Leonardo Aldrey (à l'exception de trois morceaux de l'album) et co-produit avec le pianiste portugais Júlio Resende.

### Participation auConcours de l'Eurovision 2017
Le 5 mars 2017, il sort vainqueur lors de la finale du Festival da Canção, diffusé sur la chaîne RTP1, avec la chanson Amar pelos dois, écrite et composée par sa sœur Luísa Sobral. Il se qualifie ainsi pour la 1re demi-finale du Concours Eurovision de la chanson 2017, à Kiev le 9 mai 2017, dont il sort vainqueur avec 370 points se qualifiant ainsi pour la grande finale du Concours.
Lors de la conférence de presse qui suit la 1re demi-finale, il témoigne son soutien envers les réfugiés en arborant un sweatshirt avec la mention 'S.O.S. Refugees'.   
Quelques heures avant la grande finale du Concours, il remporte deux des trois Prix Marcel-Bezençon : le « Prix de la Meilleure Performance Artistique », décidé par les commentateurs, ainsi que le « Prix de la Meilleure Composition », décidé par les compositeurs, attribué à sa sœur Luísa Sobral. 
Le 13 mai 2017, il remporte le Concours Eurovision de la Chanson 2017 avec sa chanson Amar pelos dois, se classant premier à la fois dans les votes du jury et les votes des téléspectateurs. Il offre ainsi au Portugal sa première victoire à l'Eurovision depuis la première participation du pays en 1964. C'est la première victoire d'une chanson en portugais et la première fois depuis 2007 qu'une chanson chantée intégralement dans une autre langue que l'anglais remporte le Concours. En plus de cette victoire, le Portugal a atteint le score le plus élevé dans l'histoire du concours : 758 points, dépassant le record de 534 points obtenus par l'Ukraine (Jamala) en 2016, avec le thème 1944.

### L'après-Eurovision (Depuis 2017)
À la suite de sa victoire à l'Eurovision, Salvador Sobral annonce le 5 septembre 2017 qu'il est contraint de faire une pause dans sa carrière musicale en raison de ses problèmes de santé. Il souffre en effet d'une insuffisance cardiaque qui l'oblige à consulter les médecins toutes les deux semaines. Il réalise alors un dernier concert le 8 septembre 2017 au Casino d'Estoril. 
Il est greffé d'un nouveau cœur début décembre 2017, ce qui lui permet de quitter l'hôpital de Carnaxide le 12 janvier 2018. 
Le 23 avril 2018, Salvador et sa sœur Luisa Sobral sont reçus par le président de la République du Portugal, Marcelo Rebelo de Sousa, qui leur remet le prix de l'Ordre du Mérite à la suite de leur participation au Concours de l'Eurovision. Ils reçoivent également le prix de la Personnalité de l'Année 2017 remise par l'Association de la presse étrangère de Portugal.
Le 29 décembre 2018, il épouse l'actrice belge Jenna Thiam. À la suite de son mariage, il annonce que son nouvel album, Paris Lisboa, sort le 29 mars 2019. Il s'agit ainsi du premier album depuis sa victoire à l'Eurovision. Le titre est notamment inspiré du film Paris, Texas de Wim Wenders.
Le 24 mars 2021, il annonce la sortie de son nouvel album bpm pour le 28 mai 2021 sous le label Warner Music. 

## Vie privée
Salvador Sobral révèle en 2024 être intersexe. Il a une fille avec son épouse Jenna Thiam, prénommée Aïda, née en décembre 2022,.

## Discographie
- 2016 : Excuse Me
- 2019 : Paris Lisboa
- 2021 : bpm
- 2023 : TIMBRE
- 2025 : Silvia & Salvador